# ナンシーのスタニスラス広場、カリエール広場、アリアンス広場
座標: 北緯48度41分38秒 東経6度10分59秒 / 北緯48.69389度 東経6.18306度
ナンシーのスタニスラス広場、カリエール広場、アリアンス広場（ナンシーのスタニスラスひろば、カリエールひろば、アリアンスひろば）は、フランス・ロレーヌ地方の都市ナンシーの中心部にある3つの広場。整備されたのは18世紀のことであり、古典的な都市計画を偲ばせる広場として、3つまとめてユネスコの世界遺産に登録された。

## スタニスラス広場

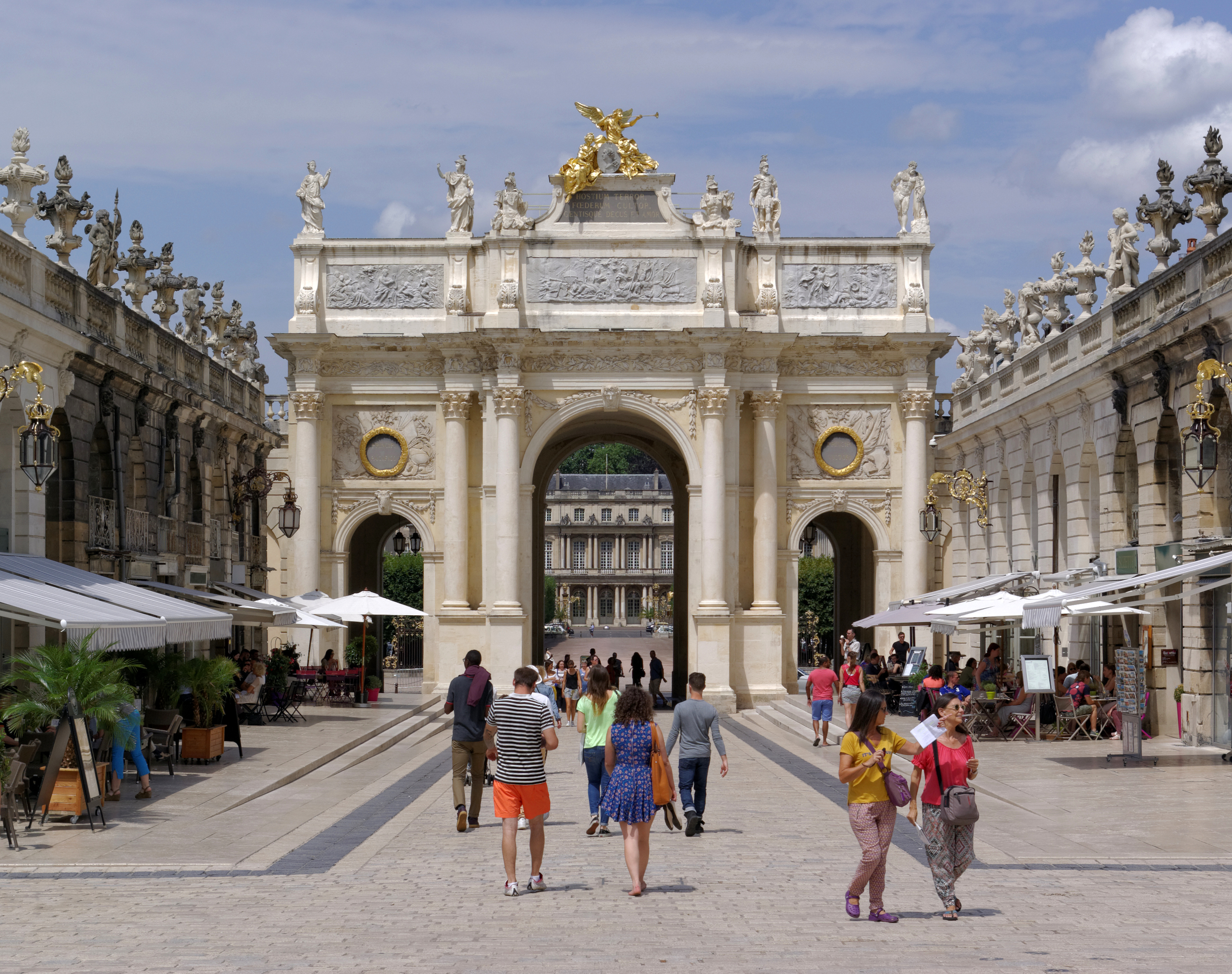
ナンシーの凱旋門

この広場は、フランス王ルイ15世の義父にあたるロレーヌ公スタニスラスが、国王を称えて造らせたものである。1751年から1755年にかけて工事が行われ、国王広場 (Place Royale) と名付けられた。
106m×124mのこの広場を実際に設計したのはエマニュエル・エレである。広場は市庁舎、凱旋門、ナンシー美術館などに囲まれているが、6箇所にロココ様式の美しい金属細工で彩られた鉄柵がある。これは金具師ジャン・ラムールが手がけたものである。広場中央にあった国王の像はフランス革命期に壊されたが、1831年になってムルト県、ヴォージュ県、ムーズ県の寄付を元にスタニスラスの像が設置された。スタニスラス広場と改称されたのはこの年のことである。
この広場の特色は、中世期の旧市街と、16世紀から17世紀にかけての新しい市街を統一しようと設計された都市計画の中心に当たるということにある。広場を取り囲む現在の市庁舎などもエレの設計に基づくものである。
2004年から2005年には修復工事が行われ、2005年には広場の250周年祭が挙行された。

## カリエール広場

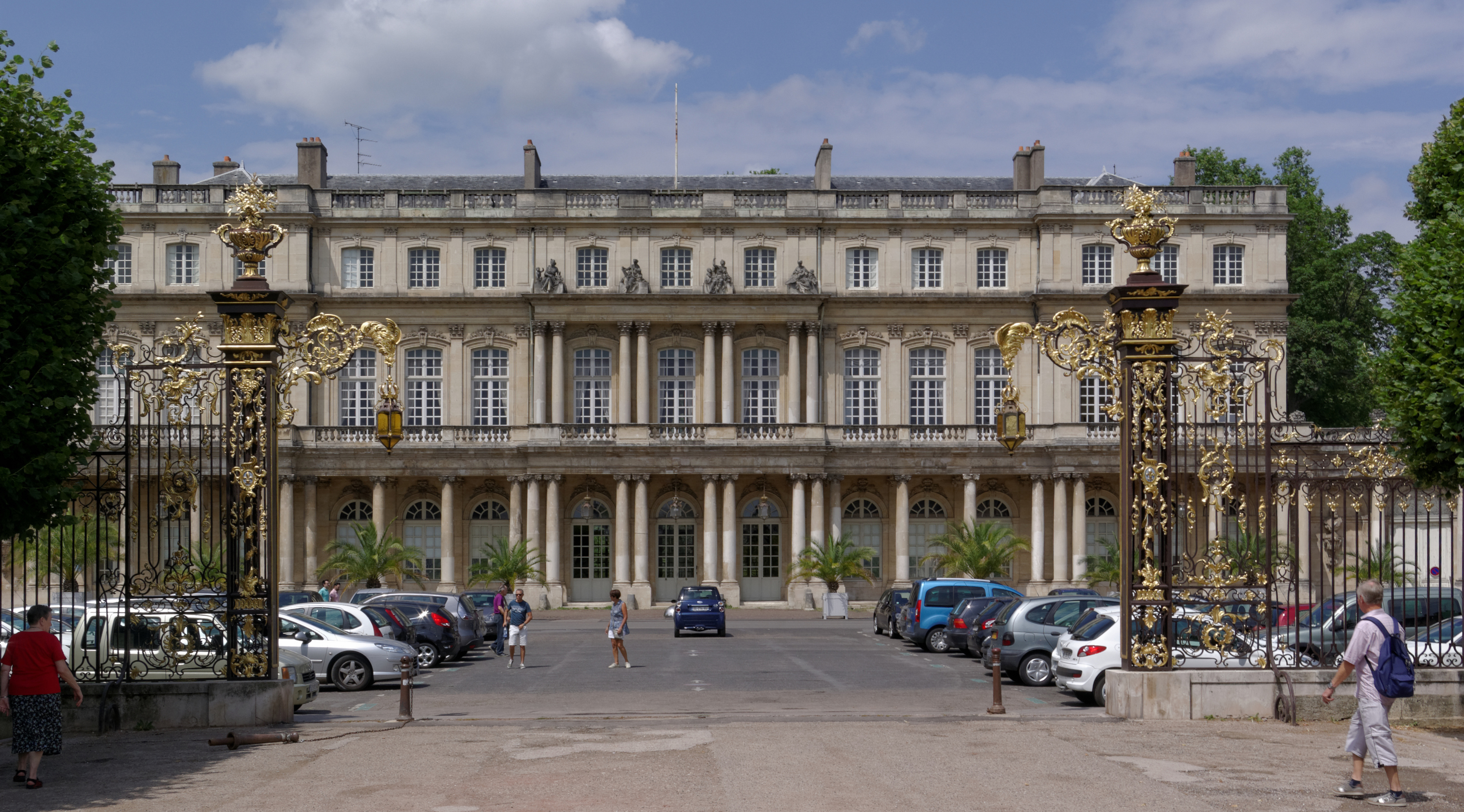
カリエール広場と官邸

スタニスラス広場に面している凱旋門をはさんだ北側にある細長い広場。そのまま北に向かうと、ロレーヌの官邸 (Palais du Gouverneur) に突き当たり、その隣には現在ロレーヌ歴史博物館となっているロレーヌ公宮殿がある。この広場は18世紀に整備されたものだが、その起源は16世紀に遡り、当時は馬上槍試合なども行われていた。カリエール（Carrière ; この場合は「競技場」の意）の名はそれに由来する。

## アリアンス広場

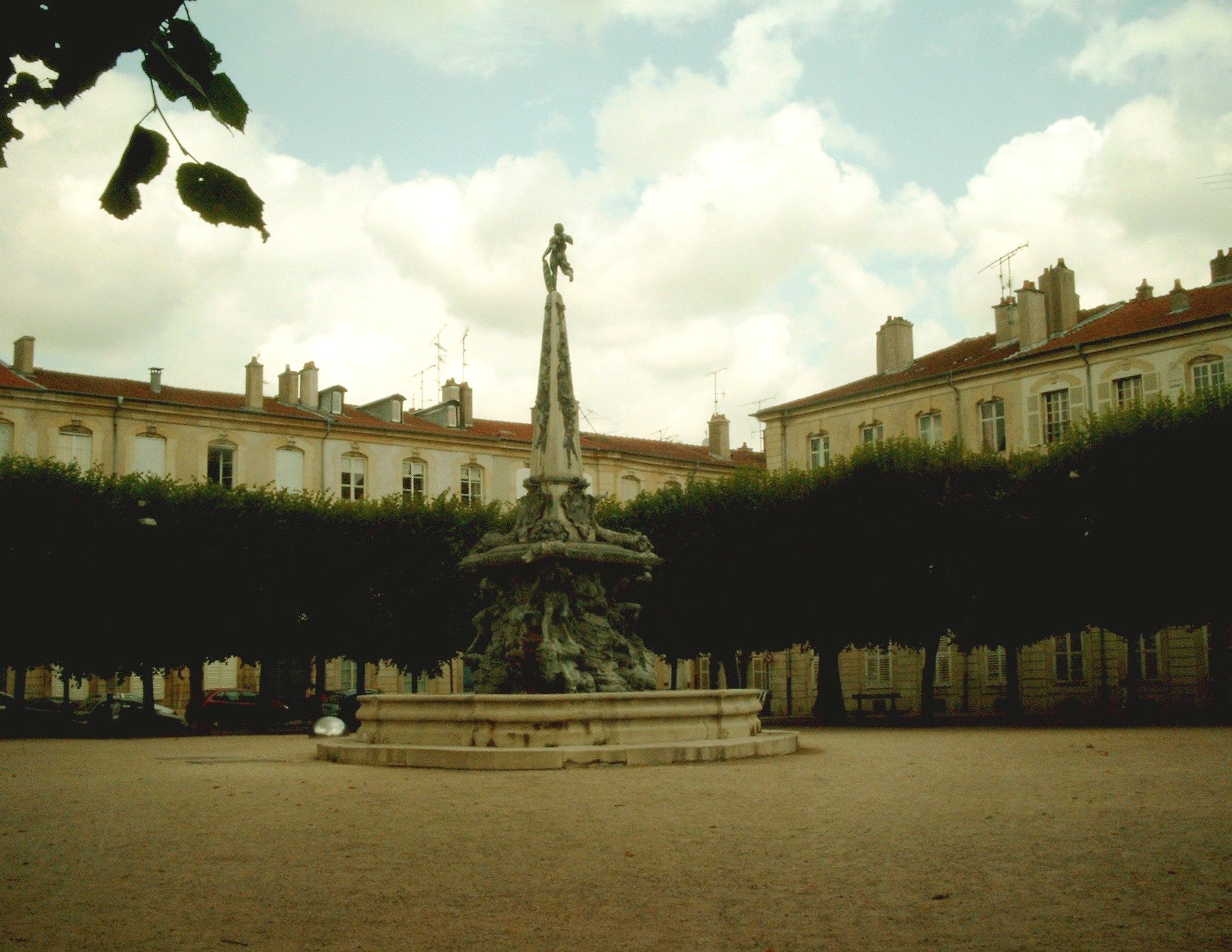
アリアンス広場

スタニスラス広場の数百メートル東に位置する比較的小さな広場。中央に噴水がある。アリアンス（同盟）の名はロレーヌ公家とフランス王家の同盟に由来する。

## 登録基準

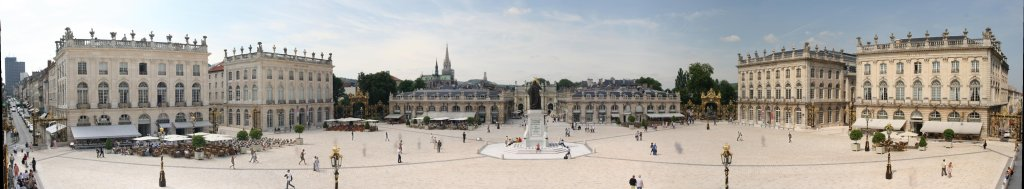
スタニスラス広場

この世界遺産は世界遺産登録基準のうち、以下の条件を満たし、登録された（以下の基準は世界遺産センター公表の登録基準からの翻訳、引用である）。
- (1) 人類の創造的才能を表現する傑作。
- (4) 人類の歴史上重要な時代を例証する建築様式、建築物群、技術の集積または景観の優れた例。